# 埃里卡·麦肯塔弗

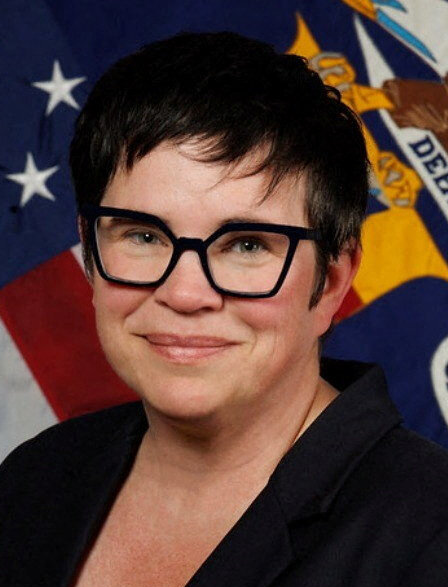
埃里卡·麦肯塔弗

埃里卡·麦肯塔弗 (Erika Lee McEntarfer，1973年1月—) 是一位美国劳動经济学學者，毕业于巴德学院，获得社会科学学士学位，后又在弗吉尼亚理工学院获得经济学博士学位。在乔·拜登总统任期期間，麦肯塔弗在经济顾问委员会任職。
2023年7月，总统乔·拜登提名麦肯塔弗出任美國劳動统计局局长。提名于2024年1月得到美国参议院批准。
2025年8月1日，美國勞動統計局公布了美國7月的就業數據，7月美国失业率环比上升，並且大幅下調此前公佈的5月和6月美國非农业部门新增就业岗位数量。美國总统唐納·川普指责麦肯塔弗别有用心，又指控麦肯塔弗曾在2024年為幫助拜登連任而篡改数据，  之後又下令將其解雇。 